# Bactrocera latilineata
Bactrocera latilineata är en tvåvingeart som beskrevs av Drew 1989. Bactrocera latilineata ingår i släktet Bactrocera och familjen borrflugor. Inga underarter finns listade.